# Chaparana fansipani
Chaparana fansipani és una espècie de granota que es troba a la Xina, Vietnam i, possiblement també, a Laos.
Està amenaçada d'extinció per la pèrdua del seu hàbitat natural.